# Ixtlahuacán de los Membrillos (kommun)
Ixtlahuacán de los Membrillos är en kommun i Mexiko.   Den ligger i delstaten Jalisco, i den centrala delen av landet, 400 km väster om huvudstaden Mexico City.
Följande samhällen finns i Ixtlahuacán de los Membrillos:
- Los Olivos
- Atequiza
- Ixtlahuacán de los Membrillos
- Rinconada la Loma Fraccionamiento
- Los Cedros
- Valle de los Girasoles Fraccionamiento
- Los Freseros
- Puerta del Sol Fraccionamiento
- El Sacrificio
- Santa Ana de Cedros
- Las Carretas
- Los Tubos Fraccionamiento